# Избори за Европейския парламент (2014)
Изборите за Европейския парламент през 2014 година са мажоритарни избори за депутати в Европейския парламент, състояли се в периода от 22 до 25 май във всички държави членки на Европейския съюз.

## Предложение за референдум
С обръщение към нацията от 29 януари 2014 г. президентът Плевнелиев се обявява за допитване до суверена относно следните три въпроса:
| „ | - Подкрепяте ли част от народните представители да се избират мажоритарно?; - Подкрепяте ли въвеждането на задължително гласуване на изборите и националните референдуми?; - Подкрепяте ли да може да се гласува и дистанционно по електронен път при произвеждане на изборите и референдумите? | “ |

Предложението не е прието.